# Hetényi Béla (színművész, 1853–1922)
Hetényi Béla, Hetényi József Béla (Szeged, 1853. október 23. – Pécs, 1922. december 19.) színész.

## Életútja
Id. Hetényi Béla színész és Kiss Katalin fiaként született, 1853. október 24-én keresztelték a szeged-felsővárosi plébánián. Pécsett nagyatyjánál, Hetényi József társulatánál lépett a színészet szolgálatába mint gyermekszínész. 1878. április 1-én a Nemzeti Színház sorába szerződött, ahol megjelenésével és értelmes előadásával az elsők közé küzdötte fel magát. 1883-ban megvált az intézettől és a szegedi színház tagja lett, Nagy Vince direktorsága alatt; itt a »Váljunk el« c. vígjátékban mutatkozott be, de már egy év után ismét visszatért a Nemzeti Színházhoz. Később vidékre kényszerült, de Keglevich István gróf intendáns visszahívta. 1909. március 15-én elbúcsúzott a színpadtól, a »II. Rákóczi Ferenc fogsága« c. darabban, a hesszeni fejedelem szerepében. Írt több színdarabot. Mint a Nemzeti Színház nyugdíjas tagja, Pécsett keresett menedéket öreg napjaira. Az első világháború alatt a városnál napidíjas volt.
Egy kis szivesség c. cikke van a Magyar Salonban (VIII. 1887–88.)

## Fontosabb szerepei
- Milius (Hauptmann: Crampton mester)
- Benvolio, Montague (Shakespeare: Rómeó és Júlia)
- Szerédi (Csiky Gergely: Mukányi)
- Bálint (Goethe: Faust)ű
- Tamás (Herczeg Ferenc: Bizánc)
- Hovstad (Ibsen: A népgyűlölő)

## Ismertebb színművei
- »A nihilisták«, énekes színmű. Bokor Józseffel. Bem. 1881. júl. 23., Budai Színkör.
- »Csicsóné«, népsz. 3 felv. Szabados Bélával. Bem. 1884. jut. 18. uo.
- »A haramiák«, dramolett. Bem. febr. 20. Nemzeti Színház.
- »A lidércz«, népsz. 3 felv. Bem. 1885. szept. 6. uo.
- »Érdek nélkül«, vj. 1 felv. Bem. nov. 12. uo.
- »Népfölkelők«, énekes népsz. 3 felv. Bem. 1887. (Hevesi Józseffel.) uo.
- »Négy évszak«. (1897.) uo.
- Ősz és tavasz, vígj. 1 felv. (Hevesi Józseffel, először 1886. márc. 3.)
- A zálogházban, vígj. 1 felv. (először 1888. ápr. 23. a m. kir. operaházban rendkivüli előadásul és másodszor ápr. 24. a Nemzeti Színházban.)

## Működési adatai
1870: Károlyi; 1871: Gerő Jakab, Völgyi György, Novák Sándor; 1873: Völgyi György, Bokody Antal; 1874: Mosonyi Károly; 1875–77: Kolozsvár; 1877: Némethyné Eötvös Borcsa; 1878–1909: Nemzeti Színház; 1883: Nagy Vince.